# تنگی نایژه

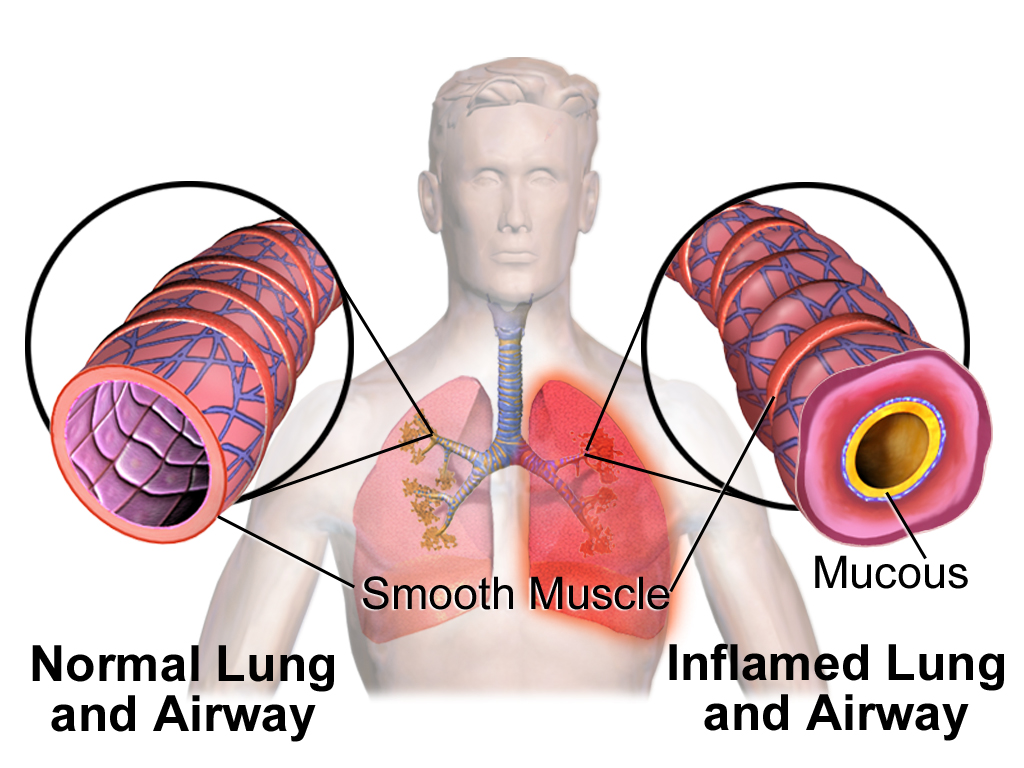
تصویر نایژه تنگ شده به دلیل التهاب

تنگی نایژه (انگلیسی: Bronchoconstriction) به تنگ شدن مجاری هوایی در شش‌ها به خاطر سفت شدن ماهیچه صاف پیرامون آن همراه با سرفه، خس‌خس سینه و تنگی نفس در پی آن گفته می‌شود.

## علل
این حالت چند دلیل دارد که رایج‌ترین‌هایشان آمفیزم و آسم هستند. ورزش و آلرژی‌ها می‌توانند علائم را در فردی که در غیر این صورت فاقد علائم است، ایجاد کنند.